# Willard Van der Veer
Willard Van der Veer (Brooklyn, 23 de agosto de 1894 — 16 de junho de 1963) é um diretor de fotografia estadunidense. Venceu o Oscar de melhor fotografia na edição de 1931 por With Byrd at the South Pole.